# لينة الجيوسي
لينة برهان كمال الجيوسي (1949 – ) كاتبة وأستاذة جامعية وبروفيسورة فلسطينية، وُلِدت في العاصمة الأردنية عمّان لأسرة فلسطينية من مدينة طولكرم، وعملت في فلسطين والولايات المتحدة وفرنسا والإمارات العربية، تُعد من أبرز الكاتبات الفلسطينيات، ولها مؤلفات منشورة بالإنجليزية في مجال الإعلام والدراسات الثقافية والتاريخية والاجتماعية والدراسات الفلسطينية، وهي أيضًا مترجمة للأدب العربي إلى الإنجليزية، وأستاذة فخرية لعلوم الاتصال والإعلام في جامعة زايد في الإمارات العربية المتحدة.

## نشأتها وعائلتها
وُلِدت لينة برهان كمال الجيوسي عام 1949 في العاصمة الأردنية عمّان لأسرة فلسطينية من مدينة طولكرم، فوالدها "برهان كمال الجيوسي" فلسطيني من مواليد مدينة طولكرم عام 1920 وعمل دبلوماسيًا أردنيًا في عددٍ من دول العالم، أما جدها لأبيها فهو السياسي والحقوقي الفلسطيني كمال الجيوسي من مواليد مدينة طولكرم عام 1898 والذي شغل منصب رئيس بلدية طولكرم من عام 1959 وحتى عام 1962، في حين والدتها هي سلمى الخضراء الجيوسي والتي كانت قد تزوجت من "برهان" عام 1946.
لينة الجيوسي هي شقيقة الكاتبة الفلسطينية مي الجيوسي.

## تحصيلها العلمي
حصلت على شهادة البكالوريوس في علم الاجتماع من جامعة درهام في المملكة المتحدة، ثم نالت درجتي الماجستير والدكتوراه في علم الاجتماع من جامعة مانشستر في المملكة المتحدة، كما حصلت على الماجستير في "دراسات الأفلام" من جامعة بوسطن في الولايات المتحدة الأمريكية.

## حياتها العملية
عملت أستاذة جامعية في الولايات المتحدة الأمريكية في كُلٍ من: كلية ويليسلي، وجامعة كونيتيكت، وكلية سيدار كريست [الإنجليزية] التي شغلت فيها منصب رئيسة قسم دراسات الاتصال لمدة أربع سنوات.
عملت عامي 1994 و1995 باحثةً في كلية أننبرغ لدراسات الاتصال في جامعة بنسلفانيا في الولايات المتحدة، وعملت زميلة في هيئة أبحاث العلوم الاجتماعية (SSRC) في الولايات المتحدة، وكانت أيضًا باحثة وأستاذة زائرة في مدرسة الدراسات العليا في العلوم الاجتماعية في باريس التي تُعد أعلى معهد للتعليم العالي والبحث العلمي في فرنسا.
عملت في الضفة الغربية منذ عام 1995 وحتى عام 2002 بعدةِ مواقع؛ منها مستشارة للإعلام والثقافة في برنامج الأمم المتحدة الإنمائي في القدس، ومديرةً للبرامج الأكاديمية في جامعة القدس، ومديرةً لبرنامج التاريخ الشفوي في "مركز اللاجئين والشتات الفلسطيني (شمل)" في رام الله، كما أنها باحثة زميلة في "معهد مواطن للديمقراطية وحقوق الإنسان" بجامعة بيرزيت.
تعمل منذ سنواتٍ طويلةٍ أستاذة فخرية في كلية علوم الاتصال والإعلام في جامعة زايد في الإمارات العربية المتحدة، وهي عضو هيئة المراجعة التحريرية للمجلس العربي للعلوم الاجتماعية، وعضو في مجالس تحرير العديد من المجلات الدولية، ومحررة إقليمية للشرق الأوسط في مجلة الإعلام والتواصل العالمي [الإنجليزية].

## مؤلفاتها
نشرت مؤلفاتها باللغة الإنجليزية في مجال الإعلام والدراسات الثقافية والتاريخية والاجتماعية والدراسات الفلسطينية، كما ترجمت مؤلفات في الأدب العربي إلى اللغة الإنجليزية.
مؤلفاتها بالإنجليزية:
- كتاب "Categorization and the Moral Order" (التصنيف والنظام الأخلاقي)، صدر عام 1984 عن دار نشر روتليدج، وأعيد إصداره بنسخة جديدة من دار نشر روتليدج عام 2014، كما تُرجم إلى اللغة الفرنسية عام 2010.[15][17]

- كتاب "Songs of Life: Selections From the Poetry of Abu-I-Qasim, 1909–1934" (أغاني الحياة: مختارات من شعر أبي القاسم، 1909–1934)، ترجمة لأشعار أبو القاسم الشابي، صدر عام 1987 عن المؤسسة الوطنية للترجمة والتحقيق والدراسات في تونس – "مؤسسة بيت الحكمة".[19]

- كتاب "The Adventures of Sayf Ben Dhi Yazan: An Arab Folk Epic" (مغامرات سيف بن ذي يزن: ملحمة شعبية عربية)، صدر عام 1996 عن مطبعة جامعة إنديانا.[20][21]

- كتاب "On Entering the Sea: The Erotic and Other Poetry of Nizar Qabbani" (عن دخول البحر: الشعر الإيروتيكي وغيره عند نزار قباني)، بالاشتراك مع شريف الموسى، صدر عام 1996 عن دار نشر إنترلينك [الإنجليزية].[22]

- كتاب "Jerusalem Interrupted: Modernity and Colonial Transformation 1917–the Present" (القدس المنقطعة: الحداثة والتحول الاستعماري 1917–الحاضر)، صدر عام 2015 عن دار نشر إنترلينك [الإنجليزية].[15]

- كتاب "Media and Political Contestation in the Contemporary Arab World: A Decade of Change" (الإعلام والصراع السياسي في العالم العربي المعاصر)، بالاشتراك مع الكاتبة "Anne Sofie Roald"، وصدر عام 2016 عن دار نشر بالجريف ماكميلان [الإنجليزية].[15]

مؤلفاتها بالعربية:
- كتاب "دراسات في الديمقراطية ووسائط الإعلام"، صدر عام 2012 عن "معهد مواطن للديمقراطية وحقوق الإنسان" في جامعة بيرزيت بالضفة الغربية.[15][16][23]

## جوائز وتكريمات
نالت عددًا من الجوائز والتكريمات، من أبرزها:
- منحة "أننبرغ" لدراسات الاتصال في جامعة بنسلفانيا في الولايات المتحدة،[15] عام 1994.[17]

- منحة بحثية من مؤسسة فورد في الولايات المتحدة.[5]

- زمالة هيئة أبحاث العلوم الاجتماعية (SSRC Fellow) في الولايات المتحدة.[15]

- زمالة "معهد مواطن للديمقراطية وحقوق الإنسان" في جامعة بيرزيت في الضفة الغربية.[16]

- لقب "أستاذ فخري" من جامعة زايد في الإمارات العربية المتحدة.[4][5][6]

- جائزة فلسطين للكتاب للعام 2015، في المملكة المتحدة، عن كتابها "Jerusalem Interrupted" (القدس المنقطعة).[24][25][5]